# Mateus Suguizaki
Mateus Suguizaki es un deportista brasileño que compitió en judo. Ganó dos medallas en el Campeonato Panamericano de Judo, en los años 1968 y 1970.

## Palmarés internacional
| Campeonato Panamericano | Campeonato Panamericano | Campeonato Panamericano | Campeonato Panamericano |
| Año                     | Lugar                   | Medalla                 | Categoría               |
| ----------------------- | ----------------------- | ----------------------- | ----------------------- |
| 1968                    | San Juan (Puerto Rico)  | Medalla de plata        | –70 kg                  |
| 1970                    | Londrina (Brasil)       | Medalla de bronce       | –70 kg                  |